# Tramway de Meaux à Dammartin
Le tramway de Meaux à Dammartin est une ancienne ligne de chemin de fer d'intérêt local français reliant Meaux, chef-lieu de Seine-et-Marne (Île-de-France), à Dammartin-en-Goële.
À voie métrique, la ligne a fonctionné en service public du 23 novembre 1911 au 31 août 1938, puis la section de Meaux à Saint-Soupplets a servi d'embranchement particulier pour une vingtaine d'années encore. La traction est assurée par des locomotives à vapeur et par des autorails entre 1924 et 1937. Propriété du département de Seine-et-Marne, le tramway de Meaux à Dammartin est exploité par des concessionnaires privés, sauf pendant la période de 1921 à 1931, quand il est provisoirement géré par une administration de séquestre sous la direction des Ponts et Chaussées.
L'ensemble de l'infrastructure ferroviaire a été neutralisée et le matériel roulant a été vendu à la ferraille en 1939 et 1958 ; ne subsistent que quelques bâtiments-voyageurs en propriété privée.

## Tracé
La ligne est reliée au grand réseau en deux points : à la gare de Meaux sur la ligne de Paris à Strasbourg et à la gare de Dammartin - Juilly - Saint-Mard sur la ligne de Paris à Hirson, puis elle se termine en antenne à Dammartin-en-Goële.
Le tramway prend son origine à « Meaux-Est », gare qui tient son nom de la gare de la Compagnie des chemins de fer de l'Est (l'actuelle gare de Meaux) sur le parvis de laquelle elle se situe, à l'ouest de la ville de Meaux, et à l'emplacement où se trouve désormais la gare routière. Ce terminus sert uniquement au trafic voyageurs, car le trafic local de marchandises est pris en charge par la gare de « Meaux-Local » (P.K. 0,6) plus au sud, toujours en proximité des installations du grand réseau, et alors que le transbordement s'effectue à « Meaux-Transit » (P.K. 1,0) qui est également le siège des ateliers. Cette vaste gare étant implantée en impasse, la ligne proprement dite ne la traverse pas mais décrit une boucle vers l'ouest permettant de gagner de la hauteur pour franchir les voies du grand réseau par un pont, à la limite des communes de Meaux et Villenoy. La boucle continue après le pont et la ligne du tramway se dirige donc vers le nord, par un tracé proche de l'actuelle R.D. 5 puis de l'actuelle RN 330. Après l'arrêt de Chauconin-Neufmontiers situé en pleins champs, la ligne décrit donc une vaste courbe et va en direction de l'est jusqu'à la halte de « Chaoillouet-Crégy », à laquelle suit un virage de 90° vers la gauche.

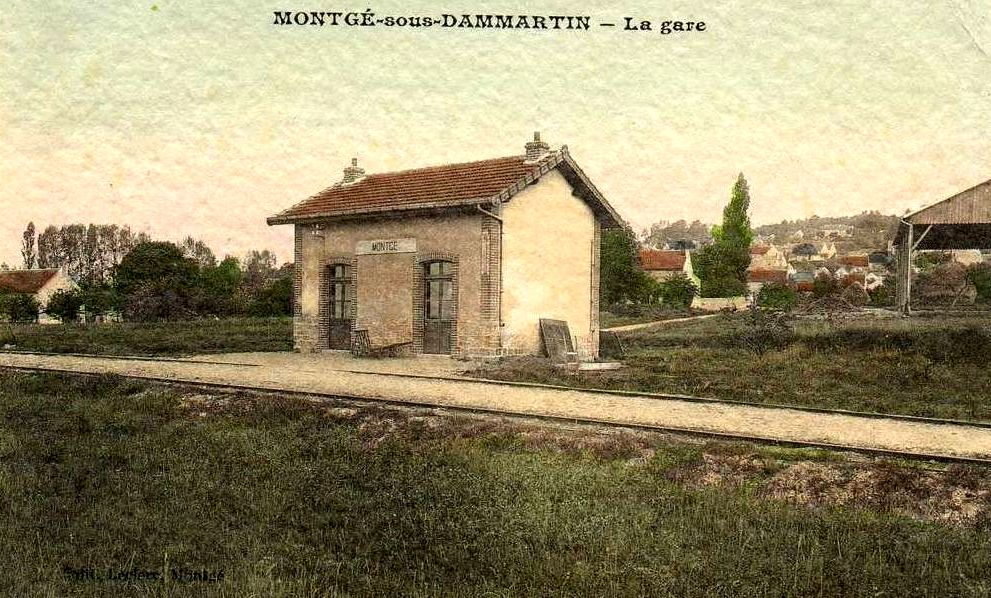
La gare de Montgé aux débuts de l'exploitation, encore sans étage.

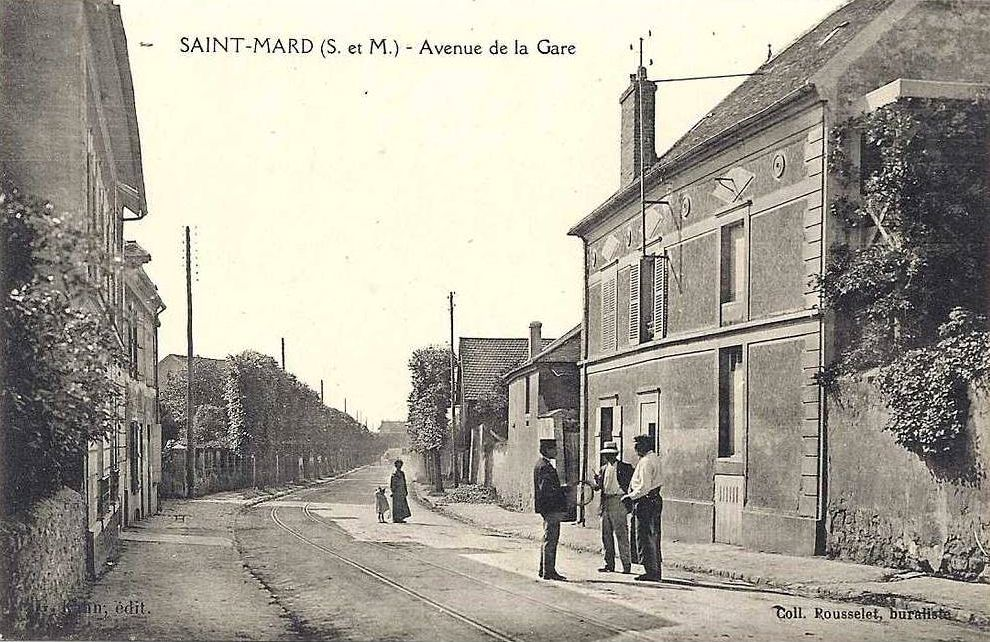
Tracé de la ligne dans l'avenue de la gare de Saint-Mard ; au fond la gare.

Toujours en site propre, la ligne dessert la gare de Penchard à l'est du bourg et gagne bientôt la RN 330 (qu'elle n'a pas encore suivi jusque-là, le tracé de la route ayant subi d'importantes modifications). De la sortie nord du bourg de Penchard jusqu'à la gare de Saint-Soupplets, le tramway est implanté en accotement routier de la RN 330, toujours à droite de la route en venant de Meaux. De l'arrêt nommé « Automne » (P.K. 8,1) d'après la ferme de ce nom (sur la commune de Chambry) jusqu'à la gare de Saint-Soupplets (P.K. 13,9), l'actuel RN 330 se confond donc avec le parcours du tramway. Au passage, est desservie notamment la gare de Monthyon. Celle de Saint-Soupplets est localisée au nord-ouest de la chapelle Saint-Leu. À la sortie de cette gare, l'itinéraire change une troisième fois d'orientation en bifurquant vers la gauche, avec un franchissement de la RN 330 peu avant le débranchement de l'actuelle RD 401. Puis les collines du bois de Saint-Soupplets sont contournées par l'est et par le sud, ce qui signifie en fait que le tramway se rapproche de nouveau de Meaux pendant plus d'un kilomètre : la desserte de Saint-Soupplets a été acquise moyennant un important détour. La ligne traverse la forêt entre l'actuel centre équestre et la ferme « La Chambre Fontaine » à Cuisy. La halte de cette commune (PK. 18,2) ainsi que la gare suivante de Montgé-en-Goële (P.K. 19,9) sont situées au sud des villages respectifs.
Au sud-ouest de Montgé-en-Goële, le tramway rejoint la RD 9 et suit cette route, avec un virage de 90° près de Vinantes, jusqu'à l'entrée est du bourg de Juilly. Bien que la ligne passe derrière les dernières maisons au nord du village, la gare de la localité (P.K. 23,7) est légèrement excentrée au nord-ouest, le long de l'actuelle RD 404, dans l'actuel quartier résidentiel de la Louvière. L'accotement routier prend fin à la Croix noire où le tramway s'éloigne de la route afin de pouvoir franchir la ligne de Paris à Hirson par un pont. À la suite de ce dernier, le tramway s'approche rapidement de la ligne du grand réseau et l'accompagne jusque peu avant la gare de Dammartin - Juilly - Saint-Mard. Ici comme à Meaux, les installations marchandises et voyageurs sont séparées. La gare voyageurs (P.K. 25,7) est située sur la place de la gare et décrit un quart de cercle, afin de pouvoir rejoindre la RD 41b. Alors que la ligne continue en implantation routière sur cette dernière, un embranchement conduit vers la gare de « Saint-Mard Nord » qui est constituée d'installations de transit avec le grand réseau. Toujours sur la RD 41b, la ligne dessert l'arrêt de Saint-Mard (P.K. 26,3) et entreprend son ascension sur la colline de Dammartin-en-Goële. En effet, la gare de « Dammartin-Ville » (P.K. 28,6) à 169,23 m au-dessus du niveau de la mer est située une soixantaine de mètres plus haut que celle du grand réseau. Initialement appelée « Dammartin, place Lavollée », elle se situe à l'emplacement de l'actuelle ruelle du Jard, raccourci entre la RD 41b et la place Lavollée. C'est le terminus pour le trafic de marchandises, car le terminus voyageurs « Dammartin Saint-Jean » (P.K. 29,3) à proximité de l'église Saint-Jean-Baptiste ne comporte que la voie principale s'arrêtant en cul-de-sac. Entre les deux stations de Dammartin, le tramway est établi sur la rue principale de la ville, l'actuelle rue du général de Gaulle,.

## Historique

### Les préliminaires et la construction de la ligne
La ville de Dammartin-en-Goële devait sa prospérité au relais de poste sur la RN 2 de Paris à Maubeuge. Déclassée en RD 401 depuis la construction d'une voie rapide, cet important axe traversait directement le bourg. Avec l'ouverture de la section de Sevran à Villers-Cotterêts de la ligne de Paris à Soissons, en date du 31 août 1861, Dammartin obtient une gare. Située sur la commune de Saint-Mard et éloignée de quatre kilomètres du bourg de Dammartin, cette gare ne profite que peu à la ville, et le déclin du commerce provoque une diminution de la population d'année en année. Dès 1864, les élus demandent la construction d'un tramway entre la gare et la ville, et le Conseil général de Seine-et-Marne inscrit une ligne d'intérêt local de Meaux à Dammartin sur sa liste de projets ferroviaires. Les conflits sur le tracé à retenir retardent cependant l'inscription sur la liste des lignes à construire jusqu'en 1892. Malgré l'obtention de l'approbation préfectorale et la ratification par le Conseil général, l'Autorité supérieure décide d'ajourner la mise en enquête du projet pour manque d'utilité réelle. En 1897, l'Administration se montre enfin prête à céder aux insistances du Conseil général, mais exige un tracé desservant davantage de communes dans les environs de Meaux. En même temps, la municipalité de Meaux s'oppose à l'implantation des voies sur les principales artères de la ville, et la desserte du centre de Dammartin n'est toujours pas acquise.
Devant cette situation, le maire de Dammartin encourage la création d'une initiative locale. Le docteur Studer de Dammartin fonde la Société du tramway de Dammartin-Ville à Dammartin-Nord (gare de la Compagnie des chemins de fer du Nord) envisageant la construction d'une ligne à voie normale, et une grande partie des habitants signe des actions. Ce nouveau projet échoue, car le département décide finalement de faire construire un tramway de Meaux jusqu'au centre de Dammartin. Le projet « définitif » est prêt au bout de deux années d'études, et sa mise en enquête publique est décidée le 16 avril 1901. La ville de Meaux refuse de participer au financement, estimant que la ligne n'apporterait rien à la ville, et des modifications de tracé ont encore lieu, si bien que le tracé définitif n'est arrêté que le 13 avril 1904. Le Conseil d'État approuve la concession en faveur du département de Seine-et-Marne en date du 16 novembre 1905, et la déclaration d'utilité publique, proclamée le 30 décembre, est publiée dans le Journal officiel du 7 janvier 1906. Elle contient l'approbation de la rétrocession au 22 mai 1905 à Edmond Coignet et M. Grosselin, entrepreneurs de Travaux publics et concessionnaires de plusieurs lignes d'intérêt local, notamment dans l'Yonne. Les travaux doivent être terminés dans un délai de cinq ans et commencent dès début 1906.

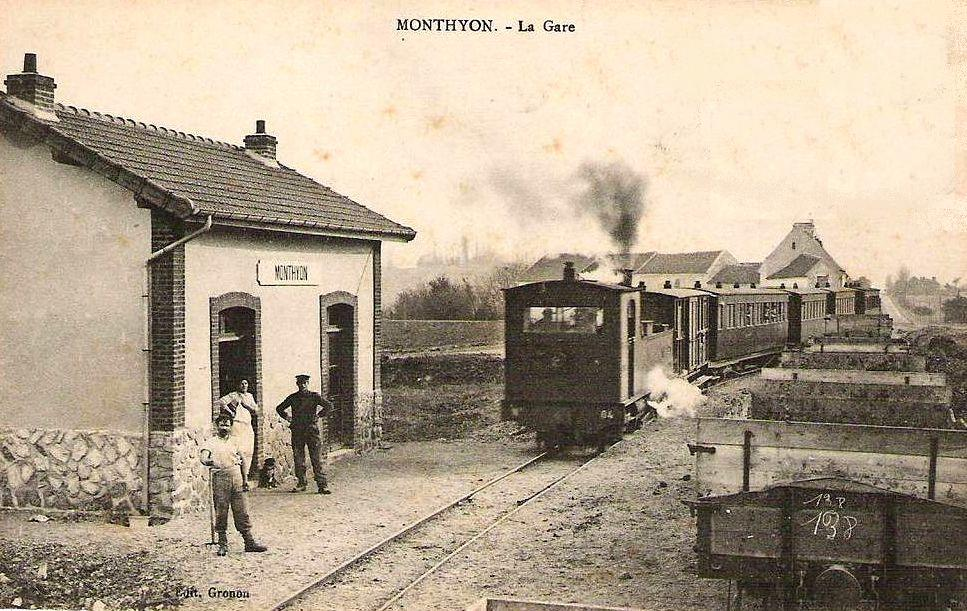
La gare de Monthyon peu après l'ouverture de la ligne, wagons de location.

Conformément aux termes de la convention de rétrocession, les deux entrepreneurs doivent substituer une société anonyme à leur concession en nom propre. Afin d'éviter les frais de la création d'une nouvelle société, MM. Coignet et Grosselin préconisent l'intégration du tramway de Meaux à Dammartin dans la Compagnie des Chemins de fer d'intérêt local de l'Yonne (C.F.Y.) qu'ils détiennent déjà. Les deux départements concernés n'ayant pas d'objections, la substitution devient effective par décret du 4 décembre 1907. - L'établissement de la plate-forme et la construction des bâtiments sont sous-traités à des entreprises locales. Comme ces dernières n'emploient pas assez de personnel, ce n'est qu'avec retard que la compagnie Coignet et Grosselin peut commencer avec la pose des voies fin 1908. En début de l'année 1910, la pose de la voie n'est pas encore terminée. Les retards peuvent toutefois être rattrapés par des mesures adéquates et la réception de la ligne est prévue pour la mi-août, mais des inondations anéantissent une partie des travaux. La remise en état dure trois mois, et la réception technique n'a donc lieu que le 11 novembre, suivie par l'inauguration officielle de Meaux à Saint-Mard le 23 novembre. L'inspection a en effet démontrée que la section terminale de Saint-Mard à Dammartin n'est pas encore en état de supporter un trafic régulier. Sa mise en service intervient le 1er janvier 1911. Dès les premières semaines de service, le tramway est sollicité par les voyageurs et les chargeurs, et le trafic betteravier dépasse largement les prévisions. Les locomotives, les wagons et les installations des gares sont insuffisantes. Le matériel supplémentaire est commandé avec l'aval du département, et deux campagnes d'agrandissement des gares ont lieu en 1912 et 1913, dont la dernière n'est pas entièrement menée à terme.

### Le tramway en service public (1911-1938)

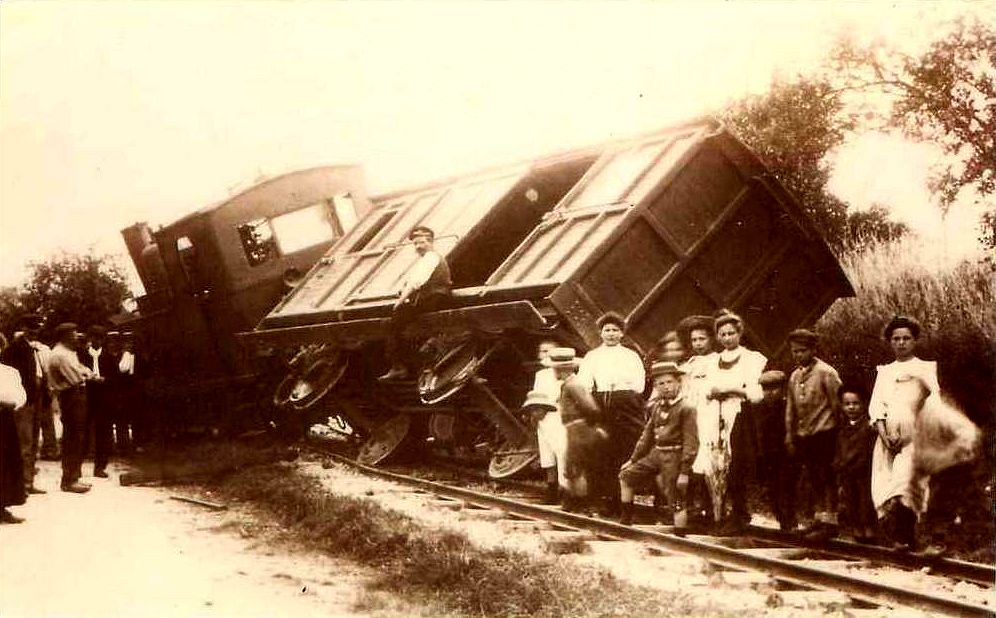
Le déraillement du 23 juillet 1911 à Saint-Mard.

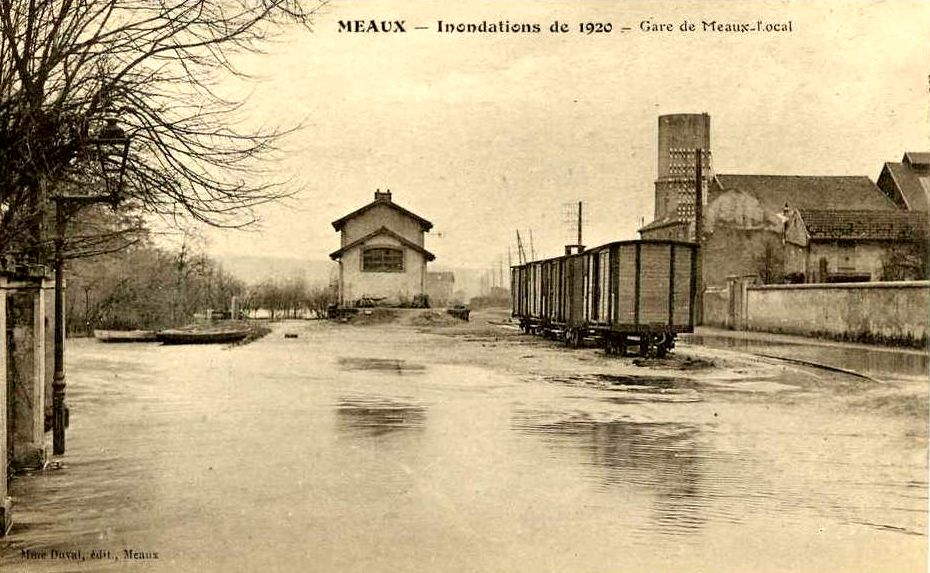
La gare de Meaux-Local pendant les inondations de 1920.

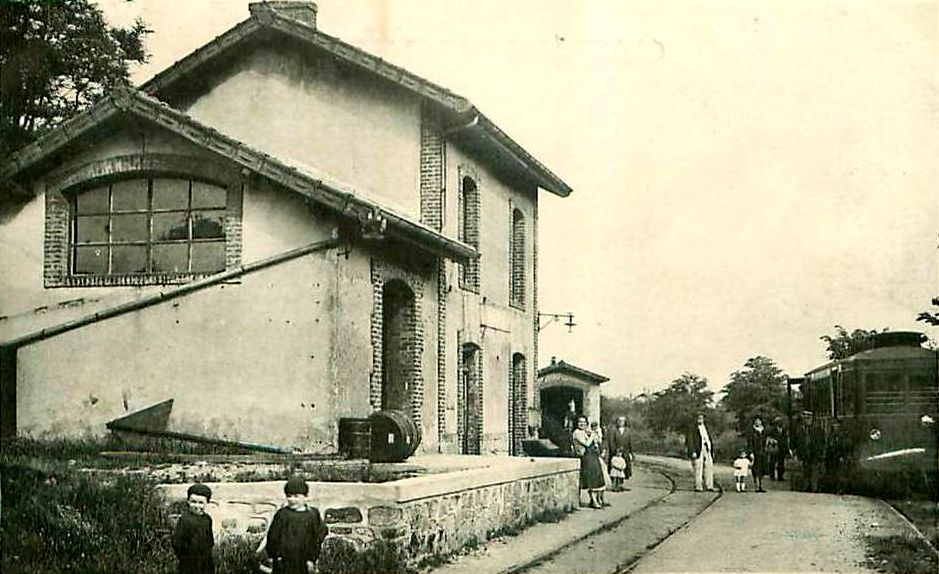
Autorail RS1 no A 1 en gare de Dammartin-Ville.

L'excellent développement du trafic est brutalement interrompu avec l'éclatement de la Première Guerre mondiale, qui entraîne la restriction du service régulier dès le 2 août 1914. Face à l'avancée rapide de l'ennemi, le personnel est évacué vers le réseau de l'Yonne le 1er septembre, et la population est elle aussi évacuée. Dès le lendemain, l'armée allemande occupe toute la ligne, qui subit des dommages lors de la bataille de l'Ourcq à partir du 5 septembre. Heureusement la ligne peut être successivement libérée le 7 et 8 septembre, et l'étendue des dégâts s'avère relativement modeste. L'exploitation régulière reprend le 3 octobre avec le même horaire qu'avant-guerre, et ceci jusqu'au 1er avril 1915. À cette date, le tramway passe sous le contrôle de la 10e section des chemins de fer de campagne, et sert prioritairement au ravitaillement du front. Les bâtiments des gares de Montgé-en-Goële et Penchard, qui avaient déjà été découverts en juillet 1914, sont dotés de leurs étages et de nouvelles toitures, mais l'aménagement intérieur doit attendre. En février 1916, la locomotive no 04 et cinquante wagons sont expédiés vers le réseau de la Meuse. Au bout d'un an d'exploitation militaire, la ligne est toutefois remise aux C.F.Y. le 31 mars 1916. L'exploitation régulière reprend le lendemain, mais le programme de circulation reste limité à un aller-retour quotidien et un train de marché hebdomadaire, situation qui perdure jusqu'au service d'été 1920.
Le trafic de l'année 1920 n'est pas suffisant pour couvrir les charges d'exploitation, qui sont plus élevées qu'avant-guerre. Dès le début l'année suivante, la C.F.Y. réclame du département des indemnités pour charges extra-contractuelles et la résiliation de la concession, requête rejetée par le Conseil d'État le 17 février. Le 12 avril, la compagnie informe le préfet de son intention de cesser l'exploitation à compter du 16 avril 1921. Sur ceci, le préfet prend un arrêté de mise sous séquestre et nomme l'ingénieur des ponts et chaussées de Melun à la tête de l'administration de séquestre. Cette dernière réalise un ambitieux programme trisannuel de travaux visant à améliorer la ligne : remplacement de 16 829 traverses ; augmentation du nombre des voies à Dammartin, Saint-Mard, Cuisy, Saint-Soupplets et Monthyon ; construction de halles à marchandises à Saint-Soupplets et Monthyon ; amélioration des installations de transbordement et construction d'une remise de voitures à Meaux ; installation du frein à vis sur quinze voitures ; acquisition de wagons supplémentaires d'occasion etc. Le bilan s'améliore rapidement, et le préfet demande aux C.F.Y. de reprendre l'exploitation. Or, la société n'est pas en mesure de prouver être en état de le faire, et le ministère des Travaux publics prend un arrêté prononçant la déchéance du concessionnaire en date du 27 octobre 1923. La C.F.Y. fait toutefois appel devant le Conseil d'État, mais il est définitivement rejeté par décision du 7 décembre 1928. Entretemps, l'administration de séquestre poursuit la modernisation de la ligne à la satisfaction générale, et instaure notamment des navettes par autorail entre la gare SNCF de Saint-Mard et Dammartin.
En vue de trouver un nouveau concessionnaire, le département de Seine-et-Marne procède à une adjudication faisant l'objet d'un arrêté du 24 juillet 1930, et reçoit les offres jusqu'au 13 septembre. C'est la proposition de la Compagnie de chemins de fer départementaux (CFD) qui est retenue, cette société étant déjà l'exploitant de plusieurs lignes dans le même département. Le contrat d'affermage est validé par décret du 5 janvier 1931. La CFD reprend l'exploitation le 16 janvier 1931 et travaille selon les mêmes méthodes que le séquestre, appliquant toujours l'horaire habituel. Après réception d'un second autorail fiable le 2 juillet 1934, l'un des deux allers-retours Dammartin - Meaux est désormais assuré par autorail. À cette époque, le trafic de voyageurs commence à diminuer progressivement en raison de la compétition avec des lignes d'autocars privées. La réaction de la CFD est le remplacement de certains trains par des autocars à titre provisoire. En effet, les autocars sont susceptibles de mieux desservir certaines localités dont les gares ou haltes sont excentrées (Chauconin-Neufmontiers et Penchard notamment). L'expérimentation s'avérant concluante, les trains de voyageurs restants sont remplacés par des autocars en 1937. Le chemin de fer est désormais utilisé pour le trafic marchandises exclusivement, qui reste très important pendant les trois mois de la campagne betteravière (octobre à décembre). Cette saisonnalité pose problème à la CFD, une grande partie du matériel et du personnel étant excédentaire pendant les neuf autres mois de l'année. Le déficit d'exploitation augmente, et dans sa session du 27 juin 1938, le conseil général décide la fermeture du tramway au service public à compter du 1er septembre 1938, officiellement à titre d'essai. La CFD conserve sa concession et continue d'exploiter le service de voyageurs et de marchandises par la route.

### Le tramway comme embranchement particulier (1938-1958)
La Sucrerie centrale de Meaux (SIAMNA) à Villenoy manifeste le souhait de pouvoir se servir de la ligne pour le transport des betteraves. Elle conclut un contrat de péage avec la CFD, qui devient effectif le 1er octobre 1938, soit un mois après la fermeture au service public. Le contrat de péage ne porte que sur la section de Meaux-Local à Saint-Soupplets, soit 13,3 km. Il inclut trois locomotives, la plupart des wagons, l'atelier de Meaux et ses dépendances. En outre, la SIAMNA reprend une partie du personnel CFD. Or, dès la seconde année de l'exploitation par la SIAMNA, l'éclatement de la Seconde Guerre mondiale avec l'invasion de la France en septembre 1939 ne permet plus à la sucrerie de travailler régulièrement. Sous l'occupation, les voies du tramway ne sont utilisées que sporadiquement. La pénurie d'hydrocarbures incite l'occupant d'envisager la reprise du trafic régulier sur la totalité de la ligne en 1941, mais le mauvais état de la voie entre Saint-Soupplets et Dammartin ne le permet plus. Cette section est ensuite démontée par l'armée allemande en 1943.
Lors des combats de Libération, les remises à machines et à voitures de Meaux sont détruites, ainsi qu'une dizaine de voitures et la plaque tournante. Quant aux ateliers, ils sont gravement endommagés. La SIAMNA ne reprend son activité qu'en 1945 et procède aux réparations nécessaires. Le chemin de fer rentre en service pour la compagne betteravière de 1945. Toutefois, pendant les années 1950, l'entretien de la voie et du matériel devient trop coûteux et la SIAMNA envisage un report sur route du trafic à moyen terme. En 1955, le projet d'électrification de la ligne SNCF Paris - Strasbourg est porté à la connaissance de la SIAMNA. Devant la nécessité de reconstruire le pont sur les voies SNCF au sud de Meaux, et le refus du département et de la CFD d'en assumer les frais, la SIAMNA met fin à son contrat de péage à compter du 1er juillet 1958. En même temps, la CFD rend les bâtiments et le matériel roulant au département. Les bâtiments sont vendus à des particuliers ou démolis, et l'ensemble du matériel roulant est vendu à la ferraille. La ligne de Meaux à Saint-Soupplets est donc utilisée pour la dernière fois pendant la campagne betteravière de 1957, et les derniers trains de betteraves circulent fin 1957 / début 1958.

## Infrastructure

### Caractéristiques générales
La ligne, à écartement métrique, a une longueur exacte de 29,272 94 km, et le rayon minimal des courbes est de 70 m en pleine ligne, mais peut descendre jusqu'à 50 m dans les gares. Les rails sont de type Vignole sur les sections en site propre, et pèsent 20 kg/m à 22 kg/m. Sur les sections où la voie est établie sur la rue, ce qui est notamment le cas entre Saint-Mard-Nord et Dammartin-Saint-Jean, les rails sont de type Broca (dit aussi à gorge).
Le point le plus bas de la ligne est situé à Meaux, à 46,5 m au-dessus du niveau de la mer, et le point culminant se trouve à Dammartin, à 169,23 m d'altitude. La déclivité maximale est généralement de 30 ‰, comme sur une longue section à la sortie de Meaux, où la ligne quitte la vallée de la Marne et s'élève sur le plateau de la Goële. Toutefois, entre la sortie du village de Saint-Mard et la gare de Dammartin-Ville, la pente maximale atteint 33 ‰, le tramway suivant strictement la route pour économiser les frais d'acquisition foncière.
La ligne ne dispose d'aucune signalisation mécanique. Seulement deux passages à niveau (PN) sont gardés : celui avec le RN 2 à Dammartin, à proximité de la gare de Dammartin-Ville et à hauteur de la place Lavollée, et celui avec le RN 3 (aujourd'hui RN 330) près de Crégy-lès-Meaux. En 1923, ce dernier PN est équipé d'un signal Wig-Wag, qui, lors de l'approche d'un train, met en mouvement un bras portant la mention « attention au train ». Ce signal ne fonctionne déjà plus pendant les dernières années d'exploitation sous la SIAMNA. En ce qui concerne les ouvrages d'art, le tramway ne compte que quatre ponts : deux ponts métalliques sur les lignes Est et Nord à Meaux / Villenoy et Saint-Mard, ainsi que deux ponts en ciment armé sur la rue principale de Villenoy et sur le canal de l'Ourcq à Villenoy également.
Finalement, restent à mentionner les grues hydrauliques pour le ravitaillement des locomotives à vapeur. À Meaux et Saint-Mard, elles sont branchées sur les réservoirs du grand réseau. À Dammartin-Ville et Saint-Soupplets, le tramway dispose de ses propres châteaux d'eau équipés d'épurateurs Desrumeaux. En 1923, le château d'eau de Saint-Soupplets est abandonné en raison de la faiblesse de la source, et la grue hydraulique branchée sur le réseau municipal. En même temps, la gare de Montgé est équipé d'une prise d'eau de secours, également branchée sur le réseau municipal.

### Les bâtiments

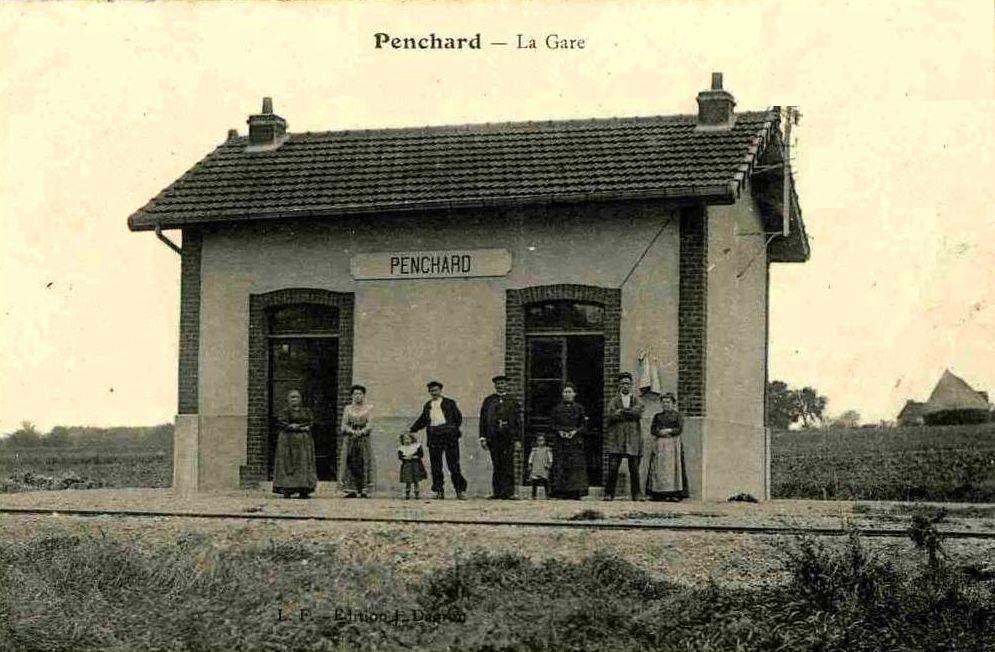
Bâtiment-type aux débuts de l'exploitation ; ici, Penchard.

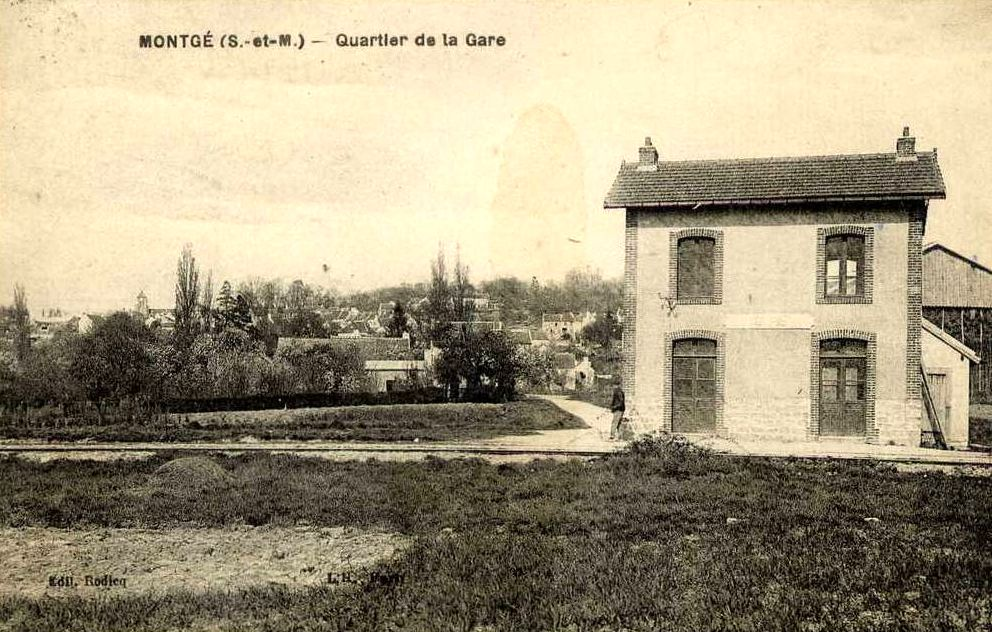
Après ajout de l'étage réalisé sur sept des huit gares entre 1912 et 1915 ; ici, Montgé.

Seulement les gares sont dotées de bâtiments. Les haltes et points d'arrêt facultatifs disposent au mieux d'un abri pour l'attente des voyageurs. Les deux gares de correspondance avec le grand réseau, Meaux-Est et Dammartin Nord, sont dépourvues de bâtiments voyageurs. Comme les gares du grand réseau ne vendent pas de billets pour le tramway de Meaux à Dammartin, il existe de petits abris où les chefs de train vendent les billets avant le départ des trains.
Les gares disposant d'un bâtiment-voyageurs sont au nombre de huit : Meaux-Local (P.K. 0,6) ; Penchard (P.K. 6,9) ; Monthyon (P.K. 11,5) ; Saint-Soupplets (P.K. 13,9) ; Cuisy - Le Plessis-l'Évêque (P.K. 17,2) ; Montgé (P.K. 19,9) ; Juilly (P.K. 23,7) ; et Dammartin-Ville (P.K. 28,6). À l'ouverture du réseau, tous ces bâtiments ne comportent que le rez-de-chaussée et sont strictement identiques, sauf qu'une halle à marchandises avec quai haut est accolée aux bâtiments de Meaux-Local et Dammartin-Ville. Les bâtiments comportent une salle d'attente avec le guichet, un bureau de station et un local pour le stockage des bagages ou messageries. Dans le cadre d'un programme de travaux complémentaires, les bâtiments de Meaux, Monthyon, Saint-Soupplets et Juilly reçoivent un étage avec logement de fonction à partir de 1912. Les gares de Dammartin, puis Penchard et Montgé suivent en 1914. Quand la guerre éclate, l'aménagement intérieur manque encore à Dammartin, et les bâtiments de Penchard et Montgé viennent juste d'être découverts. Leur rehaussement est terminé en 1915, mais l'aménagement intérieur ne suit qu'après-guerre. En 1923, l'administrateur de séquestre décide par ailleurs de faire construire des halles à marchandises à Monthyon et Saint-Soupplets. La moitié des gares reste donc sans halle à marchandises, et la gare de Cuisy- Le Plessis-l'Évêque n'obtient jamais d'étage.
La gare de Meaux-Transit est le siège des ateliers du réseau, avec leur magasin de pièces détachées et les bureaux du chef d'exploitation et du chef d'atelier. Ils se situent derrière la remise à machines, qui dispose de deux voies pouvant chacune accueillir deux locomotives. Une remise à voitures à une voie est ajoutée après 1923. Ce complexe est accessible par un faisceau de trois voies, dont celle desservant la remise à voitures dispose d'une plaque tournante. Les deux remises sont détruites lors du bombardement de Meaux en 1944, et les ateliers sont endommagés. Sinon, des remises pour une machine existent à Saint-Mard-Nord, à l'extrémité sud de l'une des deux voies du faisceau de transit, et à Dammartin-Ville.

### Les gares
La gare de Meaux-Est, devant le bâtiment-voyageurs du grand réseau, se résume à la voie principale se terminant en impasse et un évitement pour que la locomotive puisse se remettre en tête de la rame. Au début, une plaque tournante existe à la fin de la ligne, mais elle doit être déposée dès 1913 sur la demande de la ville de Meaux.
La gare de Meaux-Local dispose de deux évitements, dont un servant pour le chargement et déchargement des wagons en trafic local. Les installations de Meaux-Transit sont de loin les plus importants. Établi en cul-de-sac, cet établissement comporte trois faisceaux de voies, dont celui des ateliers déjà mentionnés. Plus vers l'ouest, suit le faisceau de remisage qui est constituée de deux, puis trois voies en impasse. Ici sont garés les wagons et voitures en attente de réparation ou d'une prochaine utilisation. Ensuite, le faisceau de transit comporte au centre la voie principale, ainsi qu'un évitement de chaque côté. Ici se font les manœuvres et la composition des trains, et les wagons en attente de chargement ou déchargement peuvent y être entreposés. Puis, vient la longue voie de transbordement, jouxtant une voie à écartement normal. Elle passe devant la halle à marchandises et le quai haut du grand réseau, franchit une bascule (balance) puis s'approche plus directement de la voie à écartement normal. Une diagonale vers l'un des évitements précités facilite les manœuvres. Au total, la gare de Meaux-Transit comporte treize aiguillages.
Villenoy est l'unique halte de la ligne à disposer de voies secondaires, qui appartiennent en effet à l'embranchement particulier de la SIAMNA. C'est une longue voie parallèle à la voie principale, se terminant en cul-de-sac aux deux extrémités et reliée à la voie principale par trois diagonales. L'on y trouve également un portique de chargement des wagons, ainsi qu'un dispositif de déchargement par gravité.
Toutes les gares de passage de Penchard à Juilly présentent des plans des voies semblables, avec un ou deux évitements, dont l'un se poursuit par une ou deux courtes voies en impasse. À l'origine, les gares se réduisent au strict minimum de voies, qui s'avère insuffisant dès la première campagne betteravière de 1911. La construction de voies supplémentaires est décidée en 1912-1913 ainsi qu'en 1923.
La gare de Saint-Mard-Nord se compose de deux parties distinctes. Sur la place de la gare, l'on trouve un faisceau de trois voies et le quai des voyageurs. À la sortie en direction de Dammartin, se détache une voie desservant le faisceau de transit. Ce dernier est bien modeste et se résume à deux longues voies parallèles, se terminant en impasse côté gare. Une de ces impasses dessert une petite remise à machines. L'autre prolonge la voie de transbordement le long d'une voie à écartement normal. Afin de permettre aux wagons du tramway d'atteindre la halle à marchandises du grand réseau, une voie métrique est posée devant cette dernière, connectée à la voie de transit moyennant deux petites plaques tournantes et une voie perpendiculaire.
Même le terminus technique de Dammartin-Ville correspond au schéma des gares de passage, avec un évitement se terminant par un cul-de-sac à chaque extrémité, et une longue voie de garage pour le chargement et déchargement des wagons. Seule concession à la vocation de terminus, une remise à une machine située à l'entrée de la gare en venant de Saint-Mard. Quant au terminus des trains de voyageurs, Dammartin-Saint-Jean, il ne dispose d'aucun aiguillage ou équipement quelconque.

## Matériel

### Locomotives à vapeur
Avant la livraison du matériel régulier, au moins trois locomotives de chantier sont employées. L'entreprise Rolland de Villenoy fait appel à une machine Orenstein & Koppel à partir du 5 décembre 1907, et l'entreprise Coignet et Grosselin utilise deux machines Corpet-Louvet no 10 et 11 à partir du 31 mars 1909.

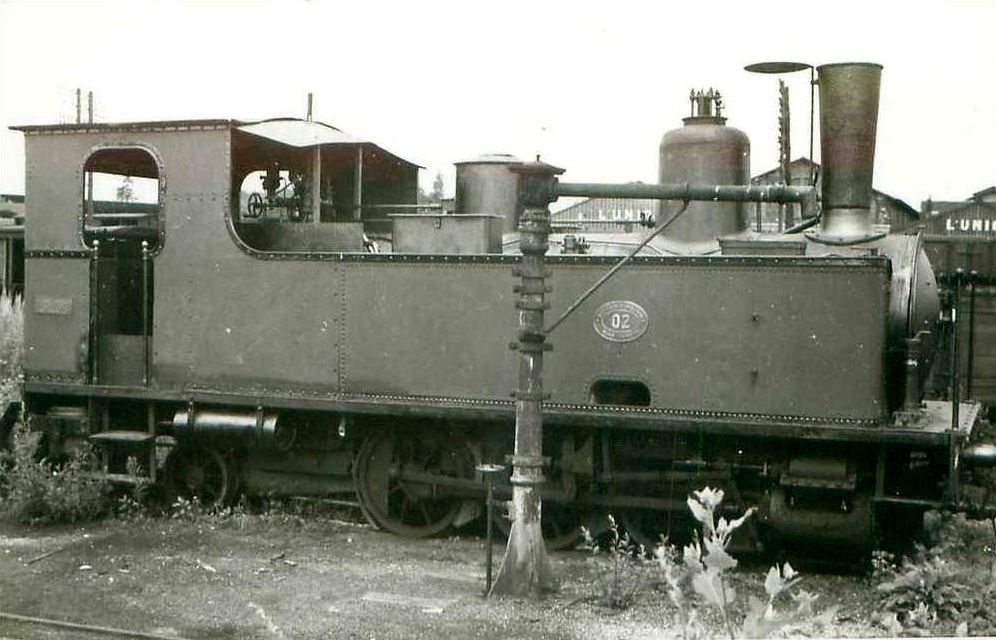
031T Corpet-Louvet no 02 à Meaux.

Les quatre locomotives pour l'exploitation régulière no 01 à 04 sont commandées chez Corpet-Louvet en 1908 et arrivent en janvier et février de l'année suivante. De configuration 031T, elles sont conçues pour la marche cabine avant et se rapprochent d'un modèle déjà en service sur des lignes d'intérêt local du département. Dès avril 1910, elles participent aux travaux de la pose de la voie et effectuent du service régulier dès l'inauguration du tramway. Le no 01 nécessite toutefois des réparations et n'est disponible que le 8 mars 1911. Le no 04, qui est envoyée au front meusien en 1916, doit être réparé chez son constructeur sur les frais de l'État et ne reprend le service qu'en 1921. La série donne pleine satisfaction, et les no 01, 02 et 04 sont reprises par la SIAMNA et connaîtront donc une carrière de près de quarante-neuf ans. Le no 03 est garée en attente d'une grande révision en 1934 et n'est finalement plus remise en service en raison de l'arrivée des no 5 et 79 (voir ci-dessous).
Il s'avère rapidement que quatre locomotives sont insuffisantes pour assurer convenablement le trafic. Les usines de Corpet-Louvet étant saturées, la C.F.Y. cherche un constructeur pouvant fournir au plus vite une locomotive. Il s'avère que les établissements Piguet disposent d'une locomotive 130T destinée aux Tramways de Lot-et-Garonne, et que leur concessionnaire ne pouvait pas payer. Cette machine est retenue et mise en service en Seine-et-Marne le 1er octobre 1912 sous le no 05. Elle nécessite d'importantes réparations chez Corpet-Louvet après la Première Guerre mondiale et reste cantonnée au rôle de machine de réserve, assurant parfois la traction des trains périodiques ou les manœuvres à la sucrerie de Villenoy, pendant la campagne betteravière. Le no 05 est garée hors service en 1934 au plus tard et vendue à la ferraille en 1939, en même temps que le no 03. Les deux locomotives sont remplacées par des machines d'occasion en provenance de la ligne Lagny - Mortcerf fermée en 1934 et exploitée également par la CFD pendant ses dernières années. Ces no 5 et 79 ont été construites par les ateliers de Saint-Léonard en Belgique et sont nettement plus anciennes que leurs prédécesseurs. De ce fait, elles ne bénéficient plus de grande révision et sont garées hors service vers 1938, mais sont encore présentes à Meaux après l'abandon du reste de la ligne en 1958.
| Numéro | Configuration | Constructeur  | Année | Poids à vide | Numéro d'usine | Date de mise en service | Notes                                                                                        |
| ------ | ------------- | ------------- | ----- | ------------ | -------------- | ----------------------- | -------------------------------------------------------------------------------------------- |
| 01     | 031T          | Corpet-Louvet | 1909  | 22 t         | 1211           | 8 mars 1911             | Louée à la SIAMNA à partir de septembre 1938, réformée et vendue à la ferraille en 1958.     |
| 02     | 031T          | Corpet-Louvet | 1909  | 22 t         | 1212           | 30 septembre 1910       | Louée à la SIAMNA à partir de septembre 1938, réformée et vendue à la ferraille en 1958.     |
| 03     | 031T          | Corpet-Louvet | 1909  | 22 t         | 1213           | 30 septembre 1910       | Vendue à la ferraille en 1939 (ét. Teissier).                                                |
| 04     | 031T          | Corpet-Louvet | 1909  | 22 t         | 1214           | 30 septembre 1910       | Louée à la SIAMNA à partir de septembre 1938, réformée et vendue à la ferraille en 1958.     |
| 05     | 130T          | Piguet        | 1912  | 22 t         | 5675           | 1er oct. 1912           | Hors service à partir de 1934 au plus tard ; vendue à la ferraille en 1939 (ét. Teissier).   |
| 5      | 030T          | Saint-Léonard | 1889  | 13,5 t       | 811            | 15 janvier 1934         | Ex-ligne Lagny - Mortcerf, réformée en septembre 1938, vendue à la ferraille pas avant 1958. |
| 79     | 031T          | Saint-Léonard | 1901  | 17,5 t       | 1278           | 15 janvier 1934         | Ex-ligne Lagny - Mortcerf, réformée en septembre 1938, vendue à la ferraille pas avant 1958. |

### Autorails
Dans sa séance du 2 mai 1923, le Conseil général de Seine-et-Marne décide l'acquisition de deux automotrices (dans le langage de l'époque) Baert et Verney selon un prototype déjà en service sur la ligne de Melun à Barbizon des Tramways Sud de Seine-et-Marne (T.S.M.). Ce modèle unidirectionnel s'apparente à un autocar sur rails à deux essieux, avec le moteur logé sous une capote à l'avant. La commande est passée le 27 septembre contre l'avis de l'ingénieur en chef des Ponts et Chaussées, qui rappelle les mauvaises expériences faites avec le prototype. Les deux exemplaires sont repartis entre les T.S.M. et la ligne de Meaux à Dammartin, où la « A 1 » arrive le 18 février 1924, accompagnée d'une remorque à bagages « RB 1 » à un seul essieu. À la suite de vices de fabrication nécessitant des réparations, la A 1 est soumise à des essais d'endurance pendant trois mois avant d'être mise en service régulier le 10 novembre 1924. D'autres vices de fabrication l'immobilisent souvent jusqu'au 4 février 1925, date à partir de laquelle elle donne enfin pleine satisfaction, bien que sa capacité s'avère insuffisante pour les trains Meaux - Dammartin et retour. L'automotrice reste en service commercial pendant exactement sept ans, quand une inspection revèle de nombreuses anomalies (bloc moteur fendu, roulements usés, châssis brisé, carrosserie disjointe). L'engin est réformé officiellement le 17 janvier 1934 et vendu à la ferraille trois ans plus tard.

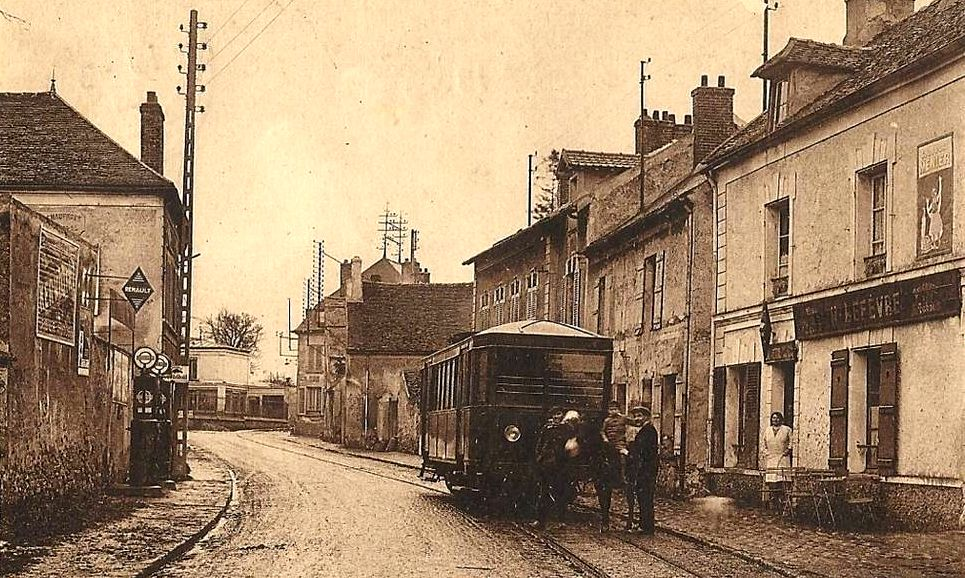
Automotrice RS1 no A 1 à Saint-Mard.

En avril 1924, soit deux mois après l'arrivée de la A 1, les Ponts et Chaussées suggèrent au conseil général l'acquisition d'une automotrice supplémentaire, de type Crochat IL ou Renault-SCEMIA RS1. C'est ce dernier qui obtient ses faveurs, et la commande ferme est passée le 11 septembre. La livraison n'intervient que le 15 octobre 1925 avec six mois de retard, mais comme les essais s'avèrent concluants, la mise en service commercial peut avoir lieu dès le 1er novembre. L'automotrice à deux essieux et deux postes de conduite est numérotée « A 1 » comme l'automotrice Baert et Verney déjà en service, qui est donc rebaptisée « A 2 ». Mis à part deux composants défectueux, le RS1 donne pleine satisfaction et assure un aller-retour Meaux - Dammartin par jour, hors jours de marché ou de foire, ainsi que des navettes Dammartin - Saint-Mard-Nord en cas d'indisponibilité de la A 2. Deux ans après le retrait du service de cette dernière, le réseau réceptionne l'automotrice « Ae 2 », de type Renault NK largement identique au type RS1. Elle avait été commandée pour la ligne Lagny - Mortcerf à laquelle elle ne convenait pas, puis avait été affectée au dépôt SE de Jouy-le-Châtel du réseau de Seine-et-Marne en 1927. Les A 1 et Ae 2 sont employées en pool jusqu'à la suppression du service voyageurs par train, puis vendues à la ferraille en 1939.
| Numéro         | Constructeur    | Numéro d'usine | Année | Poids à vide | Longueur totale | Puissance | Places ass. | Date de mise en service | Notes |
| -------------- | --------------- | -------------- | ----- | ------------ | --------------- | --------- | ----------- | ----------------------- | --- |
| A 1 (puis A 2) | Baert et Verney | BV 20          | 1923  | 4,85 t       | 7,25 m          | 22 ch.    | 20+8        | 19 février 1924         | Réformé le 17 janvier 1933, vendu à la ferraille en 1937.                                                          |
| A 1            | Renault-SCEMIA  | 41/25          | 1924  | 9,5 t        | 9,7 m           | 45 ch.    | 24+5        | 1er novembre 1925       | Type RS1. Vendu à la ferraille en 1939.                                                                            |
| Ae2            | Renault         | 45/29          | 1925  | 9,5 t        | 9,7 m           | 45 ch.    | 24+5        | 2 juillet 1934          | Type NK (identique au RS1). Ex-ligne Lagny - Mortcerf, ex-Réseau de Seine-et-Marne ; vendu à la ferraille en 1939. |

### Voitures voyageurs et fourgons
L'équipement initial de la ligne se compose de trois voitures mixtes 1re / 2e classe à bogies, de deux voitures 2e classe à essieux et de trois fourgons. Ce matériel est livré en septembre 1910. Face au développement favorable du trafic, trois autres voitures et un fourgon sont commandés en septembre 1913. Ils sont identiques à leurs aînés, le fabricant Société de Construction et d'Entretien de Matériel Roulant sis 61 quai de Grenelle à Paris étant le repreneur de la maison Chevallier. La livraison du matériel supplémentaire intervient le 9 novembre 1914. Après le remplacement d'une partie des trains à vapeur par des autorails, les voitures à essieux ne sont plus guère utilisées, et les no   B 2 à B 4 sont vendues en 1938. Les autres voitures et les fourgons Df 1, 3, et DBf sont proposées à la vente en 1939, mais puisqu'ils ne trouvent pas acheteur, ils sont vendus aux établissements Teissier comme ferraille en 1944. Les fourgons Df 2 et 4 sont par contre loués à la SIAMNA et restent en service jusqu'en 1958, quand ils sont eux aussi vendus comme ferraille.
| Numéro          | Constructeur                                               | Année | Nb. essieux | Longueur hors tampons | Poids à vide | Places ass. 1re cl. | Places ass. 2e cl. | Charge utile | Notes                                                                                                |
| --------------- | ---------------------------------------------------------- | ----- | ----------- | --------------------- | ------------ | ------------------- | ------------------ | ------------ | --- |
| AB 1 à 3        | Chevallier, Paris                                          | 1910  | 4           | 14,16 m               | 11,5 t       | 9                   | 36                 | -/-          | À plates-formes ouvertes et couloir central, 3 places de front. 1re cl. supprimée en 1930/31.        |
| AB 4            | Société de Construction et d'Entretien de Matériel Roulant | 1914  | 4           | 14,16 m               | 11,5 t       | 9                   | 36                 | -/-          | À plates-formes ouvertes et couloir central, 3 places de front. 1re cl. supprimée en 1930.           |
| B 1 à 2         | Chevallier, Paris                                          | 1910  | 2           | 7,84 m                | 4 t          | -/-                 | 24                 | -/-          | À plates-formes ouvertes et couloir central, 2 banquettes longitudinales.                            |
| B 3 à 4         | Société de Construction et d'Entretien de Matériel Roulant | 1914  | 2           | 7,84 m                | 4 t          | -/-                 | 24                 | -/-          | À plates-formes ouvertes et couloir central, 2 banquettes longitudinales.                            |
| Df 1 à 3        | Chevallier, Paris                                          | 1910  | 2           | 7,7 m                 | 5,5 t        | -/-                 | -/-                | 8 t          | Sans plates-formes, 1 compartiment fourgon et 1 compartiment postal.                                 |
| Df 4            | Société de Construction et d'Entretien de Matériel Roulant | 1914  | 2           | 7,7 m                 | 5,5 t        | -/-                 | -/-                | 8 t          | Sans plates-formes, 1 compartiment fourgon et 1 compartiment postal.                                 |
| DBf 2340 à 2342 | De Dietrich                                                | 1902  | 2           | 5,74 m                | 3,9 t        | -/-                 | -/-                | 7 t          | 1934 ex ligne Lagny - Mortcerf. Sans plates-formes, 1 compartiment fourgon et 1 compartiment postal. |

### Wagons
La dotation initiale de wagons est livrée par la maison Chevallier à partir de 1910 et compte vingt-cinq unités, à savoir : six wagons couverts J 1 à 6 ; neuf tombereaux S 1 à 9 ; huit wagons plats L 1 à 8 ; et deux wagons plats R 1 à 2 pouvant recevoir des tourniquets pour le transport de grumes. S'y ajoute une grue roulante G 1 fabriquée par la maison La Burthe et Sifferlen. Ce matériel reçoit son autorisation de circuler le 27 avril 1911, mais dès le mois de mars de la même année, la C.F.Y. propose au département de commander du matériel supplémentaire. Cinq wagons couverts J 7 à 11 sont livrés par Chevallier début juin 1912, et vingt tombereaux d'occasion S 10 à 29 arrivent en même temps. Ils avaient été construits en 1910 par les établissements Botiaux pour le tramway de Versailles à Maule, qui avait refusé la réception en raison d'un retard de livraison. Ce renforcement du parc arrivant trop tard pour la campagne betteravière de 1911, la SIAMNA loue vingt-trois wagons en Belgique et rachète quinze tombereaux de ce stock en date du 4 décembre 1911. Au total, quarante-quatre tombereaux existent donc sur le réseau en été 1912.

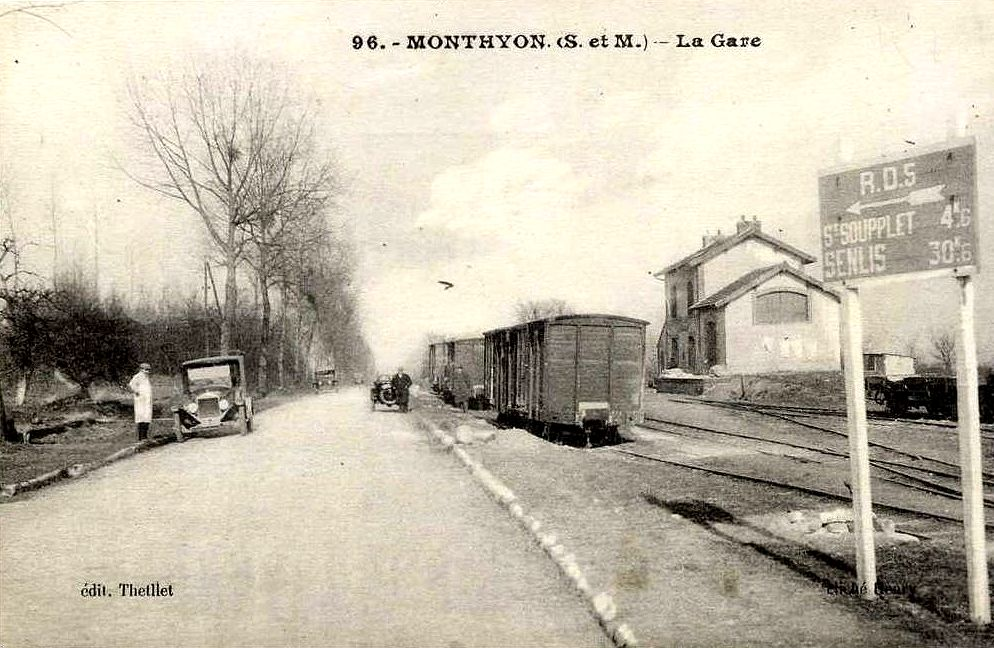
Wagons couverts en gare de Monthyon.

Ce parc étant toujours jugé insuffisant en vue de la demande de transport émanant de la SIAMNA et des Plâtrières de Monthyon, le département commande du matériel supplémentaire à la Société de Construction et d'Entretien du Matériel Roulant en date du 10 octobre 1913. Les dix wagons couverts J 12 à 18 et Jf 19 à 21 (avec vigie) arrivent le 31 décembre 1914, et les quinze tombereaux S 30 à 44 le 7 février 1915, en pleine Première Guerre mondiale. Le parc de wagons du tramway atteint donc soixante-quinze unités, dont cinquante sont réquisitionnés par l'armée et restitués en très mauvais état en 1919. L'administration de séquestre acquiert donc, avec l'accord du département, des wagons du stock de l'armée anglaise entreposé dans le Nord. Ils arrivent entre décembre 1921 et octobre 1924 et sont au nombre de quarante-sept (vingt-quatre couverts, vingt-deux tombereaux et deux plats). Dix autres sont directement acquis par la SIAMNA. Mais avec leur châssis en bois, les wagons anglais ne résistent pas longtemps à leur emploi intensif, et la CFD les retire du service bientôt après son installation.
La CFD remplace le stock anglais réformé par le matériel en provenance de sa ligne de Lagny à Mortcerf, fermée début 1934. Ces wagons sont de fabrication De Dietrich et datent de 1902, mais ils sont semblables aux wagons déjà en service sur le tramway. Il s'agit de dix-huit tombereaux G 5223 à 5228, Gf 5159 à 5164 et Gv 5721 à 5726, ainsi que de huit plats H 6316 à 6319 et Ht 6176 à 6179, sans oublier une grue roulante no 18. Les tombereaux d'occasion ainsi que les tombereaux S 1 à 3, 6, 9 à 12, 14 à 18 et 20 à 28 sont loués par la SIAMNA en 1938 et restent en service jusqu'à la fermeture définitive de la section Meaux - Saint-Soupplets en 1958. Ils sont alors vendus comme ferraille à la société Otto Lazar. Les wagons les plus usés sont garés en 1939 et vendus comme ferraille aux établissements Teissier en 1944. En 1946 et 1947, la sucrerie Lesaffre de Nangis rachète les wagons en bon état dont la SIAMNA n'a pas besoin, à savoir les couverts J 2, 4, 13, 16 et 21 ; les tombereaux S 30, 32, 34, 37, 40 et 44 ; ainsi que les plats R 1, R 2, H 6178 et H 6179. Ils sont employés sur la ligne de Jouy-le-Châtel à Nangis du réseau de Seine-et-Marne.

## Exploitation

### Signalisation et sécurité
Aucune signalisation fixe n'est prévue à l'origine. Puis des disques de protection sont installés à 150 m devant chacune des gares, obligeant les mécaniciens de s'arrêter en attendant sur le signal du chef de gare relayé par le chef de train.

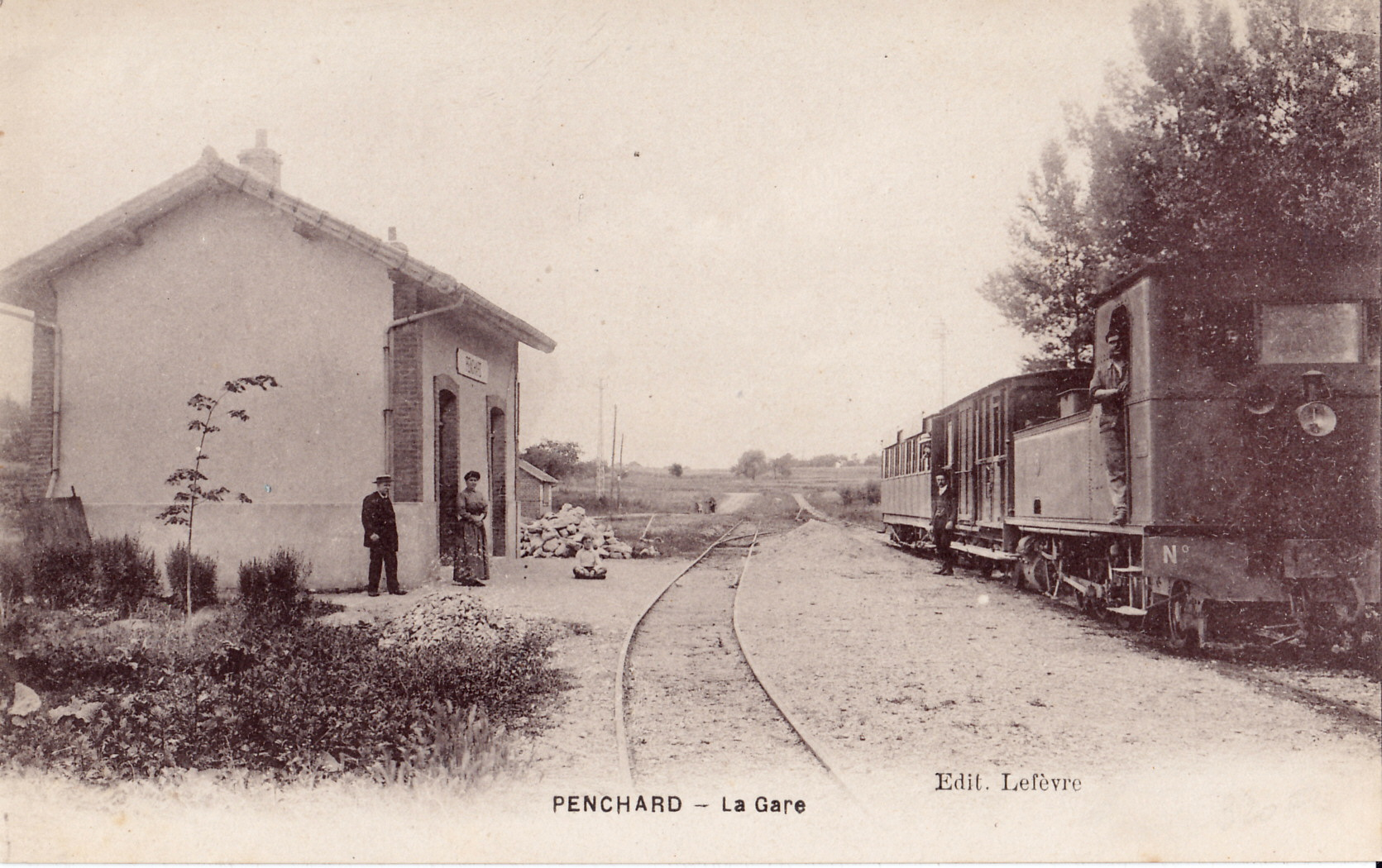
Train en gare de Penchard aux débuts de l'exploitation.

L'exploitation est placée sous la responsabilité d'un chef d'exploitation, qui a son bureau en gare de Meaux-Transit, près des ateliers. Sous la concession C.F.Y., il dépend de l'administration du réseau principal de cette société, implantée à Joigny (et non du siège social qui est sis à Paris). Pendant l'administration de séquestre, il dépend de l'ingénieur en chef des Ponts-et-Chaussées ayant son bureau à Melun. Pendant l'administration CFD enfin, le chef d'exploitation rend ses comptes directement au siège social, installé à cette époque au 10 avenue de Friedland à Paris. Le chef d'exploitation a une mission de régulateur et contrôle les mouvements. Pour ce faire, il dispose du graphique horaire et de la ligne téléphonique propre au réseau, permettant de communiquer avec l'ensemble des gares. La SIAMNA n'emploie plus de chef d'exploitation ; il y a généralement deux trains en ligne qui doivent se suivre à distance de vue. Les croisements sont ainsi exclus.
La sécurité en ligne est basée sur le livret de marche des trains. La circulation des trains facultatifs ou des trains supplémentaires est annoncée la veille par le chef d'exploitation, par des avis de train communiqués à chacun des chefs de gare. Sous l'exploitation C.F.Y. et Ponts-et-Chaussées, les chefs de gare ont la possibilité de s'entendre télégraphiquement pour reporter les croisements des trains. Les dépêches doivent être enregistrées. Quand l'horaire habituel est appliqué, les chefs de gare ne sont pas tenus d'annoncer les trains à la gare suivante. Par contre, le chef de train dispose d'une feuille de route qu'il doit faire viser par chaque chef de gare, ainsi que lors des croisements, par les mécaniciens des trains croiseur et croisé. De ce fait, le risque d'erreur et de collision est fortement réduit. La CFD introduit son propre règlement d'exploitation et laisse au chef d'exploitation seul la responsabilité de reporter les croisements des trains. Il fait ainsi office d'Agent Spécial de la Voie Unique. En même temps, les chefs de gare ne peuvent plus expédier les trains sans avoir demandé la permission à la gare suivante.

### Le trafic de voyageurs

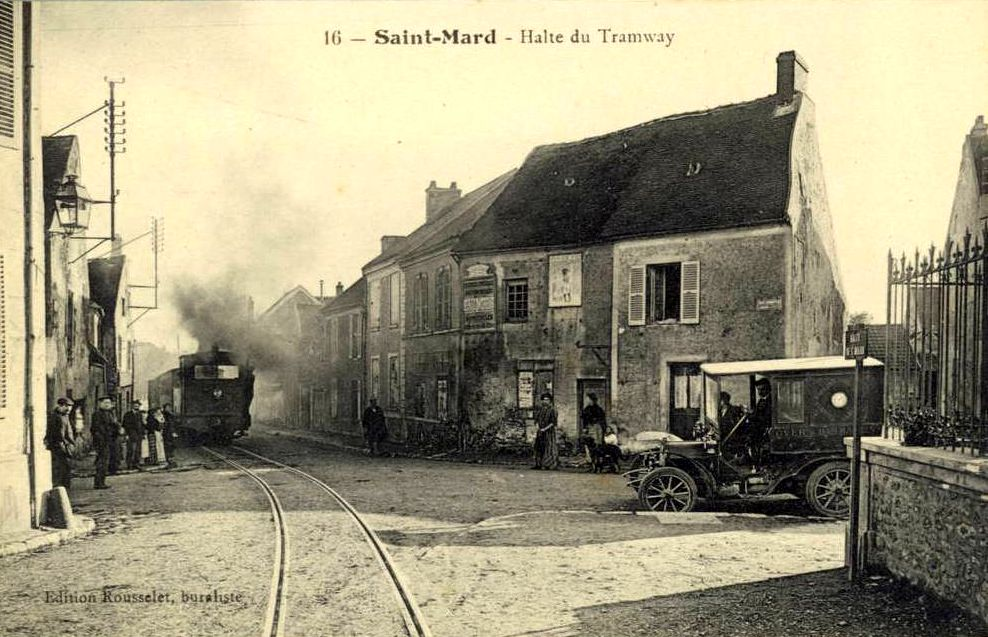
Train à la halte de Saint-Mard (village).

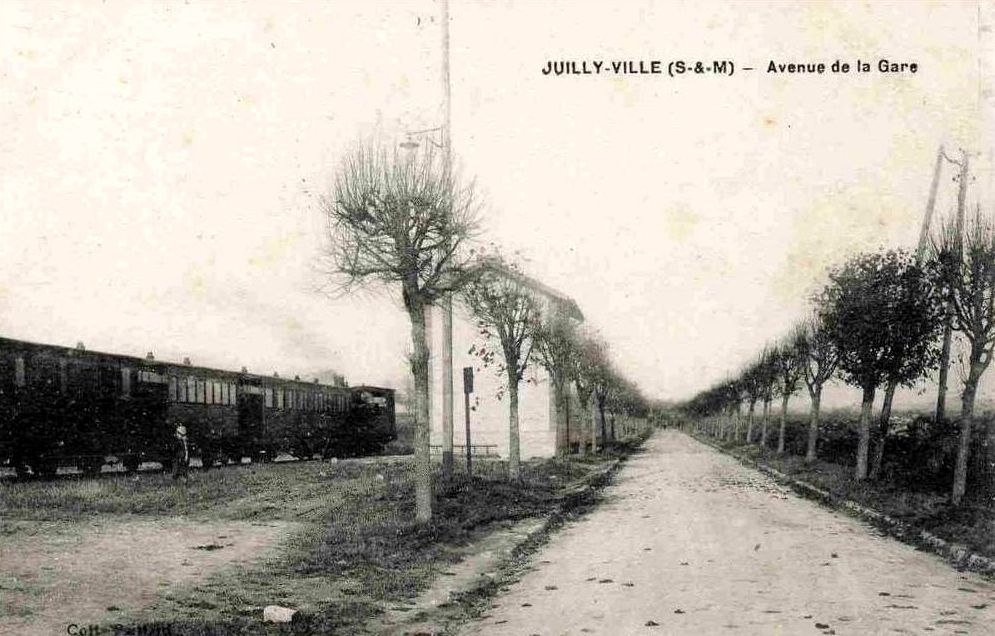
Train en gare de Juilly.

Le service public de voyageurs commence avec trois aller-retours quotidiens sur la totalité du parcours, matin, midi et soir, renforcés par trois navettes Saint-Mard-Nord - Dammartin. Un quatrième aller-retour Meaux - Dammartin est ajouté dès 1913. Tous les trains sont officiellement mixtes, et le temps de parcours est respectivement de 100 min pour Meaux - Saint-Mard-Nord (26 km), et de 15 min pour Saint-Mard-Nord - Dammartin. Les trains ont entre 5 et 40 min d'arrêt à Saint-Mard-Nord afin d'assurer les correspondances avec la Compagnie du Nord. Exception faite de cet arrêt, la vitesse commerciale est donc respectivement de 15,6 km/h et 16 km/h, ce qui est certes une faible performance, sans toutefois permettre des manœuvres dans les gares intermédiaires.
La Première Guerre mondiale apporte les restrictions déjà mentionnées dans le chapitre ci-dessus, qui continuent jusqu'à l'horaire d'été 1920 pour motif de remise en état des locomotives et du matériel roulant. Un second aller-retour quotidien Meaux - Dammartin est alors réinstauré, accompagné d'un aller-retour partiel Saint-Mard-Nord - Dammartin. Ultérieurement, en 1923 au plus tard, un aller-retour partiel Meaux - Saint-Soupplets est introduit les samedis, jour de marché à Meaux. À partir de 1925 ou 1926, il est prolongé jusqu'à Saint-Mard-Nord et circule également les jeudis, deuxième jour de marché à Meaux. Le nombre des navettes Saint-Mard-Nord - Dammartin est porté à deux, puis passe successivement à six jusqu'en 1931. Ces navettes sont assurées par autorail, ce qui est sans conséquence sur le temps de parcours. En 1929, un aller-retour Saint-Mard-Nord - Saint-Soupplets (arrivée 10 h 32, retour 17 h 20) circulant les dimanches et jours fériés fait son apparition, destiné apparemment aux excursions dominicales. Le temps de parcours est réduit d'une dizaine de minutes et atteint 85 min au mieux entre Meaux et Saint-Mard-Nord.
Ce programme de circulations reste en place jusqu'au remplacement d'une partie des trains par des autocars vers 1936, avec donc deux aller-retours sur la totalité de la ligne sans compter les trains périodiques trois fois par semaine, et huit aller-retours entre Saint-Mard-Nord et Dammartin en comptant les navettes. Les départs de Meaux pour Dammartin s'effectuent autour de 7 h 00 et à 17 h 10 puis 17 h 33 (à partir de 1929), et les départs de Saint-Mard-Nord pour Meaux se font vers 7 h 45 et à 17 h 45 puis 18 h 22 (à partir de 1929). Les habitants de Dammartin disposent de trains pour la gare du grand réseau entre 5 h 45 et 20 h 00 environ, et le dernier train remonte de Saint-Mard-Nord vers 21 h 00, avec terminus à Dammartin-Ville au lieu de Saint-Jean.
Les photos des premières années d'exploitation montrent souvent des trains formés de deux à trois voitures et d'un fourgon, alors que les photos des années 1920 et 1930 présentent généralement des compositions réduites à une voiture à bogies et un fourgon. Les voitures proposent la première et la deuxième classe seulement, la troisième classe n'ayant jamais existé sur le réseau. La classe unique est instaurée en 1930/31, quand les sièges rembourrés des quatre voitures mixtes sont remplacés par des banquettes à lattes de bois. Concernant les performances du réseau, le nombre de train-km sont connus pour 1924 - 82 220 km (dont 12,2 % de trains de marchandises) et 1931 - 111 033 km. En 1913, 156 821 voyageurs ont été transportés, et 158 372 en 1931. Ceci semble indiquer une stabilité relative du trafic, mais les voyageurs-km ou la distance moyenne de transport ne sont pas connus.
Les billets sont vendus dans les gares, sauf à Meaux-Est, où cette charge incombe au chef de train. Il dispose d'un petit abri sur le quai pour se protéger des intempéries. Les voyageurs qui montent aux haltes et arrêts facultatifs doivent se signaler auprès du chef de train, qui leur vendra leur billet à bord du train. Les bagages ne dépassant pas 30 kg peuvent également être enregistrés à bord du train.

### Le trafic de marchandises

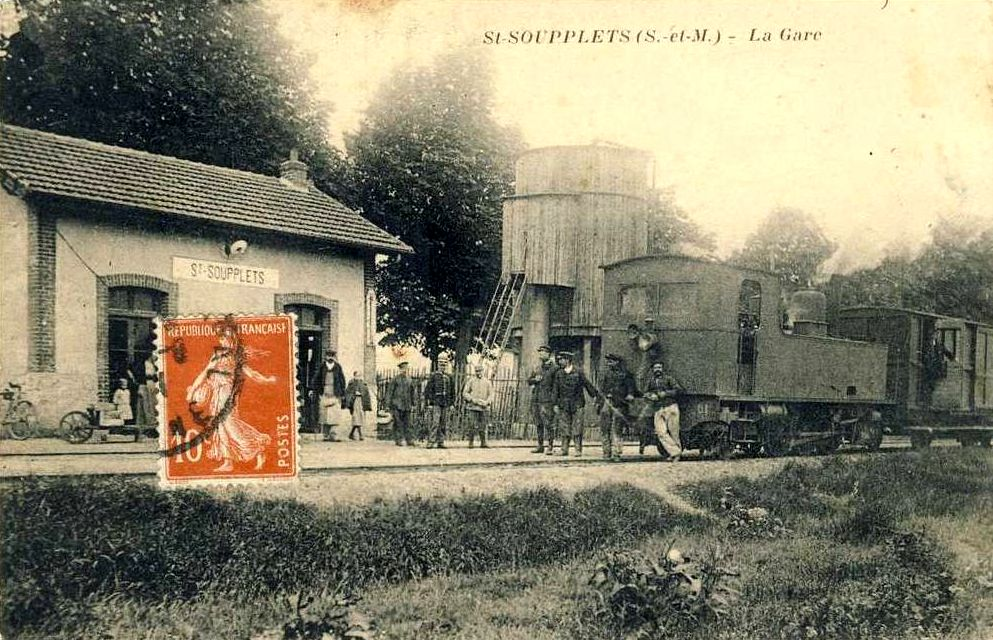
Train en gare de Saint-Soupplets aux débuts de l'exploitation ; derrière la locomotive, le fourgon.

Le trafic de marchandises s'effectue avec des wagons à voie métrique uniquement, les trucks ou wagons porteurs n'existant pas sur le réseau. Les messageries sont transportées dans les fourgons des trains mixtes ou trains de voyageurs. Sinon les wagons de marchandises sont attelés aux trains mixtes ou donnent lieu à la circulation de trains de marchandises, ce qui est notamment le cas pendant la campagne betteravière. Dans le cas du transport des betteraves, le problème de transbordement vers la voie normale ne se pose pas, car la sucrerie de Villenoy (SIAMNA) possède un embranchement particulier en face de la halte du village. Sinon, le transbordement a lieu en gare de Saint-Mard-Nord vers le réseau du Nord, et à Meaux-Transit vers le réseau de l'Est. Étant donné la faible étendue des installations à Saint-Mard (un évitement et deux voies en impasse), l'activité de transbordement semble avoir été modeste dans cette gare. Des facilités mécaniques pour simplifier ce transbordement n'existent pas, tout juste une halle de transbordement en gare de Meaux-Transit. La gare de Meaux-Local est quant à elle utilisée pour l'expédition ou la réception de marchandises en trafic interne du réseau.
Tous les trains de marchandises sont facultatifs. Entre 1923 et 1931, existe une grille horaire de vingt-deux allers-retours entre Meaux-Transit et Saint-Mard-Nord entre 5 h 00 et 23 h 00, mais la CFD renonce à ce système et confie au chef d'exploitation le soin d'instaurer des trains de marchandises en fonction des besoins. En 1924, circulent 522 trains de marchandises totalisant 10 040 train-km, soit 19,23 km en moyenne par train. Sachant que la campagne betteravière de 1911 donne lieu à la circulation de 571 trains de cinq wagons, dont 243 trains dans un délai de dix-sept jours, et que la SIAMNA reçoit 50 000 t de betteraves par campagne en moyenne, l'on peut supposer que la circulation de trains de marchandises est loin d'être quotidienne le reste de l'année. Après la SIAMNA, le client le plus important est la Plâtrière de Monthyon, qui reçoit également des trains complets de temps en temps. En 1929, le trafic de marchandises (hors messageries) assure 677 136 francs de recettes sur 906 451 francs de recettes au total. Le tonnage transporté en cette année est de 101 803 t. Les chiffres de transport année par année ne sont pas connus, mais l'on sait qu'à partir des années 1930, les chargements isolés diminuent successivement, seuls les trafics de betteraves et de plâtre restant significatifs.

### Le personnel
Sous l'exploitation C.F.Y. et CFD, le personnel administratif se réduit au chef d'exploitation et au chef d'atelier, car les tâches administratives d'ordre général sont assumées par les sociétés concessionnaires. Sous l'exploitation de séquestre par les Ponts et Chaussées, entre 1921 et fin 1930, il y a par contre besoin de quatre personnes, l'administration ne disposant pas de personnel propre compétent en le domaine. En plus, l'ingénieur en chef des Ponts et Chaussées s'occupe personnellement de la gestion du réseau.
Sinon, le personnel appartient à l'un des trois services suivants :
- exploitation (EXP), avec les chefs de gare, le cas échéant leurs adjoints, et les chefs de train ;
- matériel et traction (MT), avec les mécaniciens, les chauffeurs, le personnel de nettoyage des trains et le personnel des ateliers de Meaux ;
- voie et bâtiments (VB), avec les deux équipes de cantonniers chargées de l'entretien de l'infrastructure ferroviaire, des gares et leurs abords, des grues hydrauliques, des châteaux d'eau et des bâtiments. En outre, les agents du service VB participent au transbordement vers la voie normale.

Le service EXP compte douze personnes au début de l'exploitation en 1910, puis s'établit autour de dix-huit personnes. Avec la fin du service voyageurs par fer, il baisse à dix agents en 1937. Le service MT débute avec quinze personnes, puis totalise une bonne vingtaine d'agents entre 1927 et 1931, avant d'atteindre de nouveau son effectif de départ en 1937. Le service VB compte entre dix et quatorze membres. Au total, en comptant le personnel administratif, le tramway emploie 39 personnes en 1910, 56 en 1927, 58 en 1929, 54 en 1931 et 36 en 1937. En 1950, la SIAMNA peut se contenter d'un effectif de onze cheminots : deux chefs de train, six mécaniciens et trois cantonniers.

## Situation actuelle

### Desserte routière
Une ligne d'autocars exploitée par les Courriers d'Île de France continue de relier Meaux à la gare SNCF de Saint-Mard, avec toutefois un parcours simplifié sans passage par Chauconin-Neufmontiers et Saint-Soupplets. Il s'agit de la ligne 711 desservie à raison de trois aller-retours du lundi au vendredi, hors renforts scolaires. La ligne 704 assure la desserte entre Meaux et Saint-Soupplets, avec un service fréquent du lundi au samedi (1 fois par heure de 7h45 à 19h45 en 2016/2017), mais aucun le dimanche. Chauconin-Neufmoutiers est couvert par la ligne circulaire 777, également au départ de Meaux. Cinq lignes (705, 707-710) sous la forme de navettes aux heures de pointe relient Dammartin d'une part, et les localités de Juilly à Saint-Soupplets d'autre part, à la gare SNCF de Saint-Mard. Elles ne fonctionnent que du lundi au vendredi. Globalement, toutes les localités jadis desservies par le tramway sauf Cuisy et Montgé-en-Goële bénéficient aujourd'hui d'une desserte nettement plus fréquente, mais il n'y a plus de liaison sans rupture de charge entre Dammartin et les communes de Juilly à Meaux. Le samedi, seule la relation Meaux - Saint-Soupplets est assurée, et aucun service n'a lieu les dimanches et jours fériés.

### Vestiges du tramway

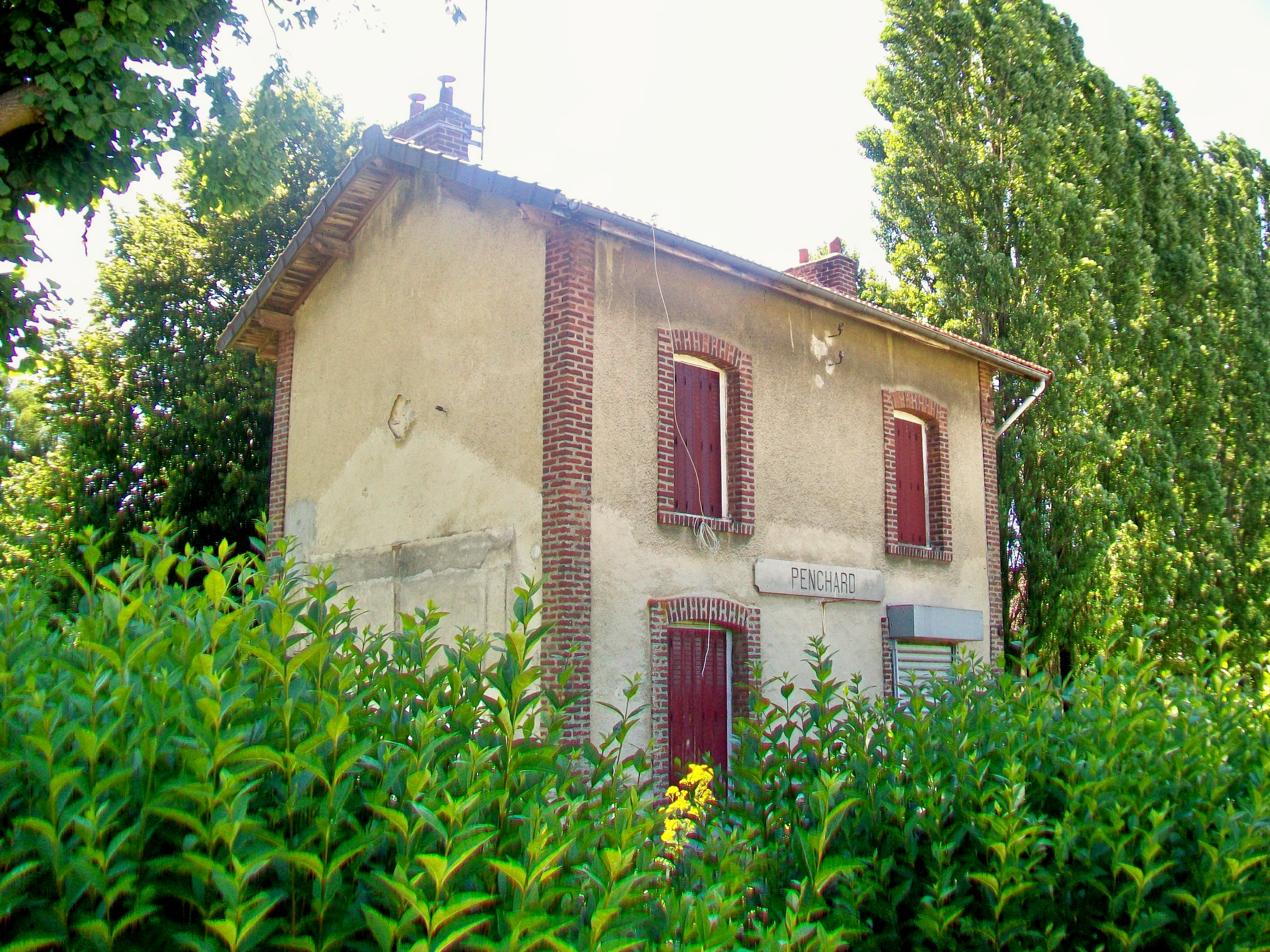
L'ancienne gare de Penchard en 2012.

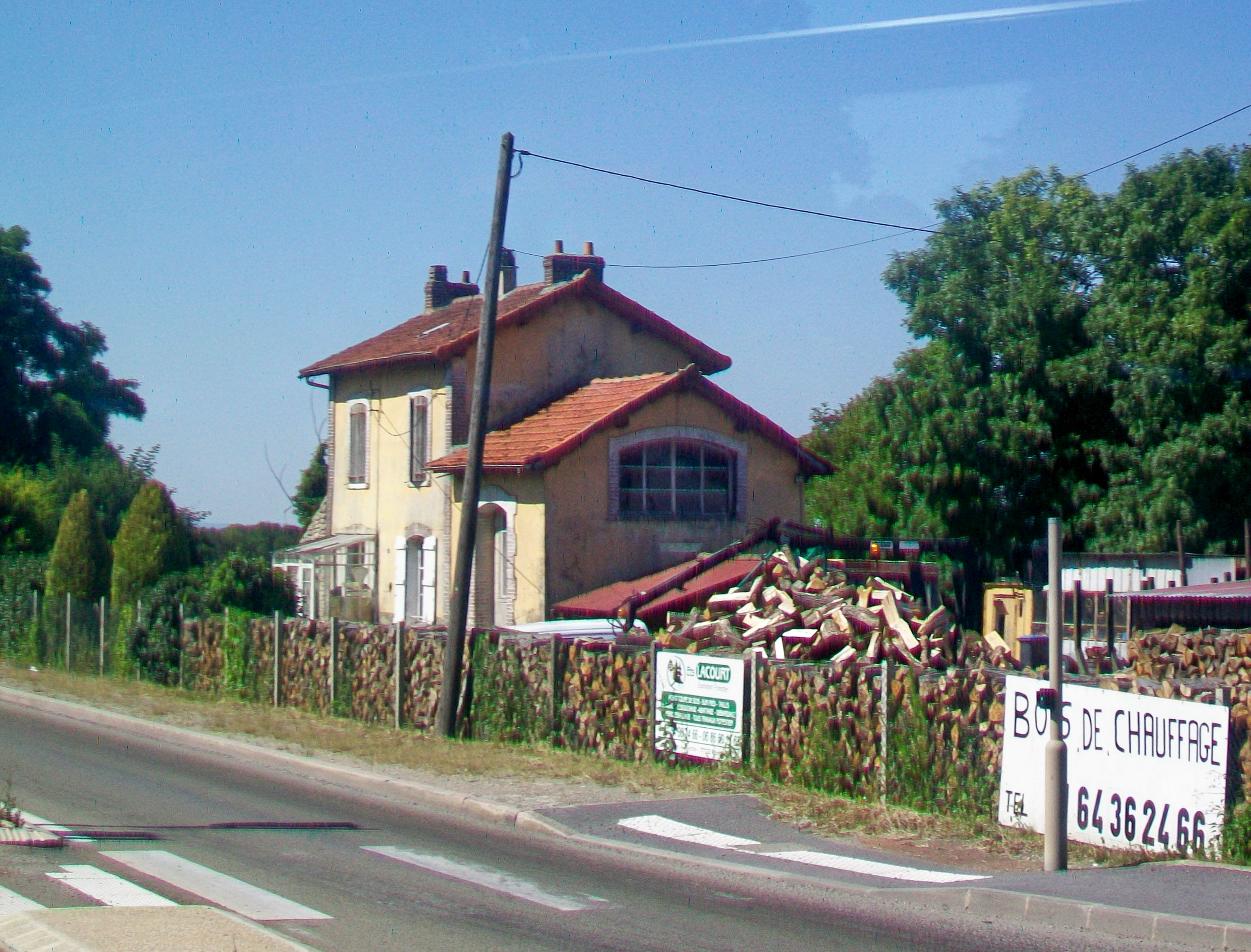
L'ancienne gare de Monthyon en 2012.

Cinq des 10 gares et 12 haltes sont encore debout :
- Penchard, avec étage et W.C. accolés démolis (entre la rue du Pré de la ville et la rue de l'Arpent noir, 48° 59′ 15″ N, 2° 51′ 53″ E[6]) ;
- Monthyon, avec étage, halle à marchandises et W.C. accolés (6 rue de la Marché, 49° 00′ 37″ N, 2° 50′ 12″ E[6])[7] ;
- Cuisy - Le Plessis-l'Évêque, en état d'origine sans étage mais ruiné (près de la ferme de Chambrefontaine, à l'intersection de la RD 27a en provenance du Plessis-l'Évêque avec la rue du Général De Gaulle, 49° 00′ 59″ N, 2° 46′ 48″ E, à ne pas confondre avec la halte de Cuisy) ;
- Montgé-en-Goële, à étage, modifié (6 impasse de l'Arabie, 49° 01′ 24″ N, 2° 44′ 54″ E)
- À Juilly, avec étage (5 rue de St-Mard, 49° 01′ 02″ N, 2° 42′ 18″ E).

À Juilly et Dammartin, les anciens emplacements des gares et haltes restent identifiables car non construits et couverts de pelouses et d'arbres. À Saint-Soupplets, un lotissement couvre la plus grande partie de l'ancienne emprise de la gare. Un complexe industriel couvre aujourd'hui l'emplacement des ateliers.
Les sections de la ligne établis en site propre n'ont en grande partie plus laissé de traces, avec toutefois des exceptions :
- à Meaux, le remblai contournant la gare de Meaux-Transit pour permettre le franchissement des voies SNCF subsiste en partie (48° 56′ 47″ N, 2° 52′ 21″ E) ;
- entre Villenoy et la halte de Chaouillet-Crégy, le tracé empruntait l'actuelle Rue de la Maillette puis la D5, jusqu'au rond-point joignant la N330.
- entre la RN 330 et la gare de Penchard, le GR 1 occupe l'ancien tracé, qui passait par l'actuelle Rue du Tacot ;
- en bois de Saint-Soupplets, le tracé reste visible sur le cadastre et subsiste en tant que chemin forestier (Chemin du Sauvoy), ainsi que de dénivelés dans le champ suivant la gare de Cuisy - Le Plessis-l'Évêque (visible en vue satellite) ;
- à Juilly, le chemin du Tacot et la rue du Tacot suivent le parcours de l'ancien tramway le long de l'ancienne limite nord du village.

Sinon, la RN 330 entre Penchard et Saint-Soupplets, la RD 9 entre Montgé-en-Goële et Juilly, et la RD 41b entre Saint-Mard et Dammartin ont conservé le même tracé qu'elles avaient déjà du temps de l'existence du tramway et permettent ainsi aisément de suivre son itinéraire.